# Grand Prix Cycliste de Montréal
A Grand Prix Cycliste de Montréal egy országúti kerékpárverseny Kanadában. A versenyt minden év szeptemberében rendezik meg, és része az UCI World Tournak.

## Útvonal
A versenyzők egy 12,1 kilométer hosszú körpályán tesznek meg 17 kört így jön ki a 205,7 kilométeres versenytáv. A rajt-cél vonal a montreali Avenue du Parc-on van. A pályán három emelkedő található, amiből az első a legkomolyabb, amikor 211 méter magasba kell felmenniük a versenyzőknek. A befutó is emelkedik egy kicsit, de nem annyira, mint például a GP Québec versenyen.

## Dobogósok
| Év   | Győztes                    | Második                    | Harmadik                   |         |
| ---- | -------------------------- | -------------------------- | -------------------------- | ------- |
| 2010 | Robert Gesink              | Peter Sagan                | Ryder Hesjedal             |         |
| 2011 | Rui Alberto Faria Da Costa | Pierrick Fédrigo           | Philippe Gilbert           |         |
| 2012 | Lars Petter Nordhaug       | Moreno Moser               | Alekszandr Kolobnyev       |         |
| 2013 | Peter Sagan                | Simone Ponzi               | Ryder Hesjedal             |         |
| 2014 | Simon Gerrans              | Rui Alberto Faria Da Costa | Tony Gallopin              |         |
| 2015 | Tim Wellens                | Adam Yates                 | Rui Alberto Faria Da Costa |         |
| 2016 | Greg Van Avermaet          | Peter Sagan                | Diego Ulissi               |         |
| 2017 | Diego Ulissi               | Jesús Herrada              | Tom-Jelte Slagter          |         |
| 2018 | Michael Matthews           | Sonny Colbrelli            | Greg Van Avermaet          |         |
| 2019 | Greg Van Avermaet          | Diego Ulissi               | Iván García Cortina        |         |
| 2020 | törölve                    | törölve                    | törölve                    | törölve |
| 2021 | törölve                    | törölve                    | törölve                    | törölve |
| 2022 | Tadej Pogačar              | Wout van Aert              | Andrea Bagioli             |         |
| 2023 | Adam Yates                 | Pavel Szivakov             | Alex Aranburu              |         |
| 2024 | Tadej Pogačar              | Pello Bilbao               | Julian Alaphilippe         |         |

## Külső hivatkozások
- Hivatalos honlap